# Gustav Nachtigal
Gustav Hermann Nachtigal (Eichstedt, 23 de febrer de 1834 - Stendal, 20 d'abril de 1885), va ser un botànic, metge i explorador alemany, que va explorar principalment l'Àfrica central.

## Biografia
Va néixer a la ciutat alemanya d'Eichstedt a la província de Brandenburg, fill d'un pastor luterà. Va estudiar medicina a les universitats de Halle, Würzburg i Greifswald, i després d'estudiar va exercir durant alguns anys com a cirurgià militar.
Gustav va descobrir que el clima del seu país natal era perjudicial per a la seva salut, per això, va decidir anar cap a Alger i Tunísia, participant com a cirurgià d'abord en nombroses expedicions.
Va ser comissionat pel Rei de Prússia per portar-li regals al soldà de l'Imperi Kanem-Bornu per agrair-li la seva benevolència amb els alemanys. Aquesta empresa va durar cinc anys, va començar a la ciutat de Trípoli el 1869; la travessia va creuar el desert del Sàhara de Tibesti i va concloure a Bornou l'any 1871. Des de Bornou va viatjar per Baguirmi, Ouadai, Kordufan i Khartum el 1874.
El 1884, el canceller alemany Otto von Bismarck, el va designar com a enviat especial a l'Àfrica central i occidental per negociar les annexions territorials de Togolàndia i Camerun, les quals gràcies a les seves intervencions van aconseguir convertir-se en colònies de l'Imperi Alemany. Mentre tornava d'aquesta missió morí al mar, front de Cap Palma, el 20 d'abril de 1885, i fou sepultat a Grand-Bassam, a Costa d'Ivori.